# Ủy hội sông Mê Công

Biểu trưng của Ủy hội sông Mê Công

Ủy hội sông Mê Công (tên giao dịch tiếng Anh là Mekong River Commission, viết tắt là MRC) là một cơ quan liên chính phủ nhằm "thúc đẩy và phối hợp quản lý và phát triển tài nguyên nước cũng như tài nguyên có liên quan một cách bền vững vì lợi ích chung của các quốc gia và sự an sinh của cộng đồng bằng cách triển khai thực hiện những hoạt động và chương trình chiến lược, cung cấp thông tin khoa học và cố vấn chính sách".
Thành viên chính của Ủy hội sông Mê Công là các ủy ban sông Mê Kông của các nước Campuchia, Lào, Thái Lan, và Việt Nam. Trong khi đó, Myanmar và Trung Quốc là hai đối tác.

## Cơ cấu

Trụ sở của MRC đặt tại Viêng Chăn.

Ủy hội sông Mê Công gồm 3 bộ phận: 1) Hội đồng, 2) Ủy ban liên hợp, và 3) Ban thư ký. Trong đó:
- Hội đồng là hội nghị cấp bộ hoặc chính phủ. Mỗi nước thành viên có một đại diện.
- Ủy ban liên hợp là hội nghị cấp vụ. Mỗi nước thành viên có một đại diện,
- Ban thư ký là cơ quan giúp việc cho Hội đồng và Ủy ban liên hợp. Ban này có hơn 100 cán bộ

## Lịch sử
- 1957: thành lập Ủy ban Mê Công[2]
- 1978: đổi thành Ủy ban lâm thời về điều phối nghiên cứu hạ lưu lưu vực sông Mê Công.[2]
- 1995: đổi tên thành Ủy hội sông Mê Công.[2]
- 2010: Hội nghị cấp cao đầu tiên, tổ chức tại Hua Hin, Thái Lan.[3]